# 褐斑革鯻
褐斑革鯻（學名：Scortum hillii）為鱸形目鱸亞目鯻科的其中一種，分布於大洋洲澳洲北部卡奔塔利亞灣的諾曼河（Norman）、道森河（Dawson）半鹹水、海域，體成紡錘型，側扁，體呈銀色，腹部白色，體側具數條深色縱紋，尾鰭截形，背鰭及尾鰭具黑色邊緣，體長可達35公分，成魚可適應各種環境，從半鹹水河口、水池清澈或混濁的溪流、湖泊或水塘，以胎貝及藻類為食，成群活動，繁殖期在夏季，成魚會保護卵並搧動魚鰭提供足夠的氧，生活習性不明。

## 擴展閱讀
維基物種上的相關：褐斑革鯻